# 줄넘기

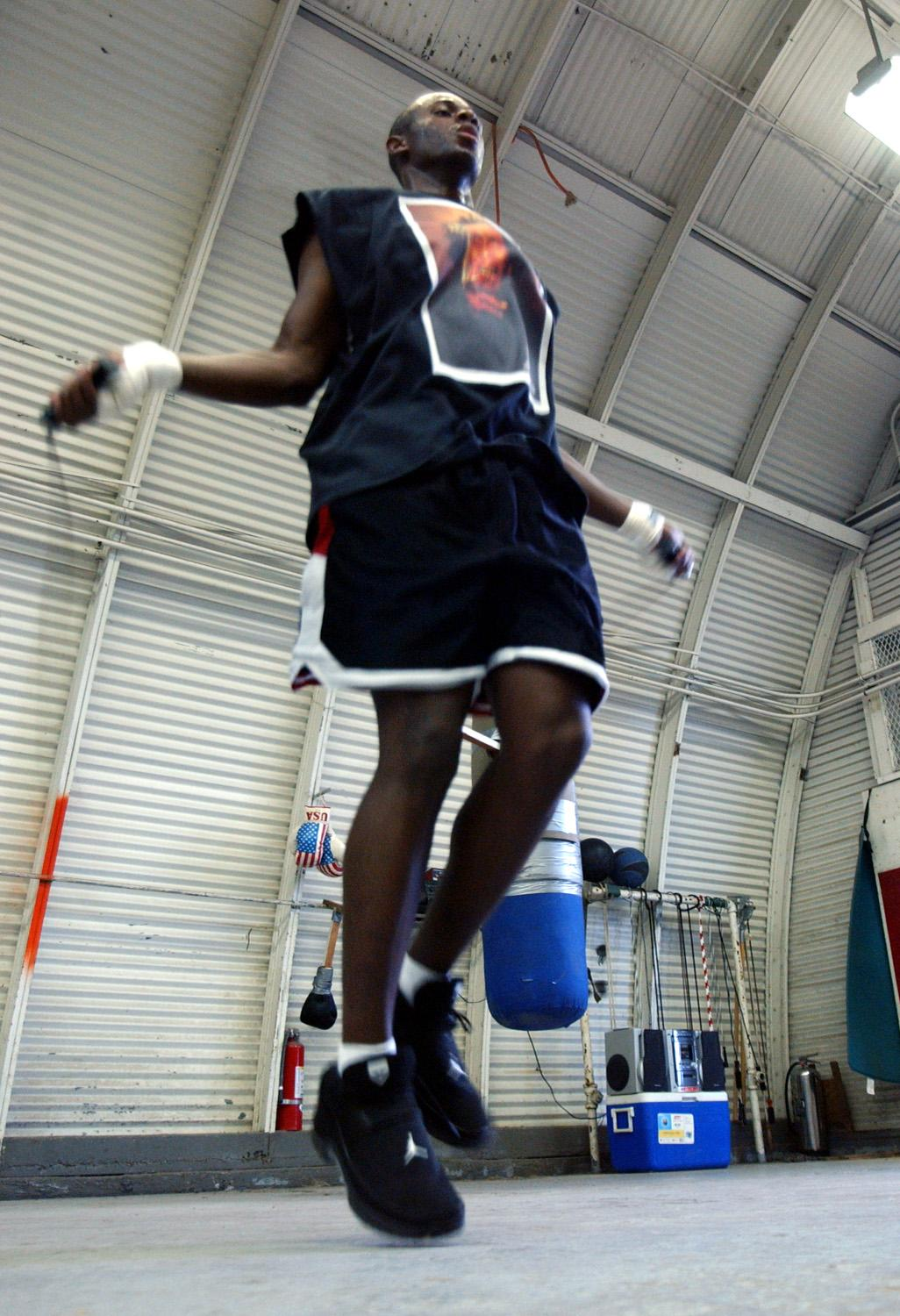
줄넘기를 하는 한 남성의 모습.

줄넘기(영어: jump rope)는 끈을 돌려 그 위를 뛰어 넘는 운동의 한 종류이다. 줄넘기의 줄에는 여러 종류가 있다. 줄에 구슬이 꿰어있는 구슬줄넘기, 급수줄넘기, 스피드줄넘기, 스피드가 있는 초고속 와이어줄넘기, 단체줄넘기 등이 있다.

## 같이 보기
- 더블더치
- 줄넘기 개인기술 목록